# Organokovová chemie prvků 2. skupiny
Organokovová chemie prvků 2. skupiny označuje odvětví organokovové chemie zabývající se sloučeninami obsahujícími chemické vazby mezi atomy uhlíku a některého z prvků 2. skupiny periodické tabulky. Nejběžnějšími takovými sloučeninami jsou Grignardova činidla, obsahující vazby uhlík–hořčík, široce používaná v organické chemii. Organokovové sloučeniny ostatních prvků této skupiny jsou vzácné a většinou je jejich využití omezeno na chemický výzkum.

## Vlastnosti
Protože prvky této skupiny obsahují dva valenční elektrony, tak mají jejich organokovové sloučeniny podobné vlastnosti jako příslušné sloučeniny prvků 12. skupiny. Snadno zaujímají oxidační číslo +2, vzácně mají jiná oxidační čísla a vykazují nižší elektronegativity než uhlík. Protože jsou však elektronegativity prvků 2. skupiny (s výjimkou beryllia) výrazně nižší, tak jsou vazby s uhlíkem více polarizované a podobají se iontovým vazbám, v případě sloučenin barya jsou plně iontové. Sloučeniny beryllia a hořčíku bývají obvykle považovány za kovalentní, ovšem mají některé vlastnosti odpovídající iontovým, protože má navázaný uhlík záporný dipólový moment. Tyto vlastnosti způsobují vysoká koordinační čísla a mnoho sloučenin (hlavně dialkyly) tvoří v pevném a kapalném skupenství polymery a v roztocích vysoce komplexní struktury, i když v plynném skupenství jsou většinou monomerní.
Metaloceny prvků 2. skupiny jsou vzácné, ovšem několik jich bylo připraveno. Bis(cyklopentadienyl)beryllium neboli beryllocen (Cp2Be), s dipólovým momentem 2,2 D, tvoří 5η/1η sendvičové molekuly. Přestože je magnesocen (Cp2Mg) pravým metalocenem, tak bis(pentamethylcyklopentadienyl)vápník (Cp*)2Ca má vazebný úhel 147°.

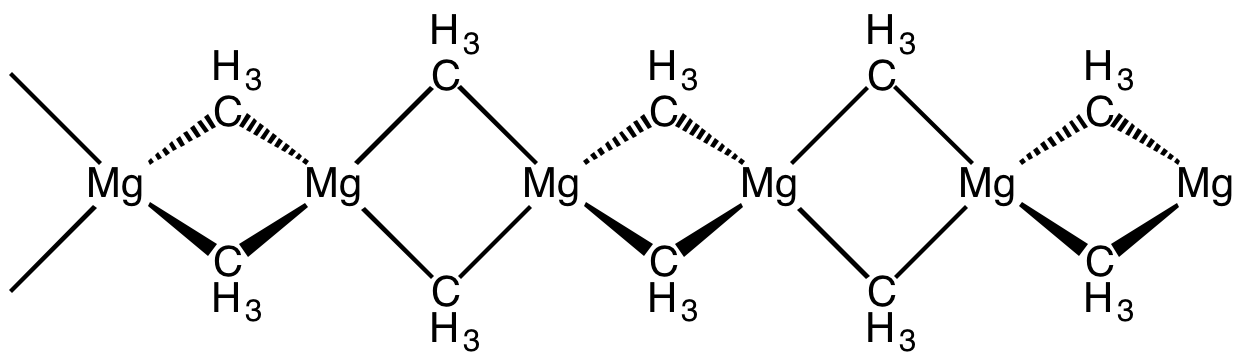
Dimethylhořčík je polymer tvořený tricentrickými methylovými skupinami spojenými dvouelektronovými vazbami. Dimethylberylium má stejnou strukturu.

## Příprava
Alkyl- a arylhalogenidy s jednou vazbou C-M a jednou vazbou C-X se obvykle připravují oxidačními adicemi. Sloučeniny tohoto druhu obsahující hořčík jsou známy jako Grignardova činidla; některé jejich vápenaté analogy jsou reaktivnější a více citlivé na rozklad. Vápenatá Grignardova činidla musí být předem aktivována.
Níže jsou uvedeny základní postupy přípravy dialkylových a diarylových sloučenin prvků 2. skupiny:
- Podvojná záměna:

MX2 + R-Y → MR2 + Y-X'
- Transmetalace:

M'R2 + M → MR2 + M'
- Přes Schlenkovu rovnováhu:

2 RMX → MR2 + MX2

## Příklady sloučenin
Organokovové sloučeniny hořčíku jsou široce rozšířené jako Grignardova činidla, ovšem příslušné sloučeniny ostatních prvků této skupiny jsou téměř výhradně předmětem akademického zájmu. Výzkum organoberyllnatých sloučenin je omezen vysokými náklady a toxicitou beryllia. Vápník je netoxický a levnější, ovšem organovápenaté sloučeniny se obtížně připravují a příprava odpovídajících sloučenin stroncia a barya je ještě náročnější. Tyto sloučeniny se využívají například při chemické depozici z plynné fáze.

### Organoberyllium
Organoberyllnaté sloučeniny se často připravují alkylací chloridu berylnatého. Ke známým organoberyllnatým sloučeninám patří například dineopentylberyllium, beryllocen (Cp2Be), diallylberyllium (získávané reakcí diethylberyllia s triallylboranem), bis(1,3-trimethylsilylallyl)beryllium a Be(mes)2. Ligandy zde mohou být i arylové a alkynylové skupiny.

### Organohořečnaté sloučeniny
Grignardova činidla se liší od organokovových sloučenin ostatních prvků 2. skupiny tím, že vznikají z organohalogenidů a kovu. Většina organických sloučenin těchto prvků se připravuje podvojnou záměnou, což omezuje jejich dostupnost. Grignardova činidla se připravují pomocí jednoelektronových přenosů. U méně reaktivních organohalogenidů se používají aktivované formy hořčíku připravované ve formě Riekeova hořčíku. Jako příklady Grignardových činidle lze uvést například fenylmagnesiumbromid a ethylmagnesiumbromid. Jejich zjednodušené vzorce mohou být zavádějící, protože se tyto sloučeniny obvykle vyskytují jako dietheráty, RMgX(ether)2, a narušují tak oktetové pravidlo.
Grignardova činidla se zapojují do Schlenkovy rovnováhy; pomocí níž se dá získat dimethylhořčík.
Mimo Grignardova činidla jsou známy i jiné organohořečnaté sloučeniny, například magnesiumanthracen, což je oranžová pevná látka používaná jako zdroj vysoce aktivního hořčíku. Butadienmagnesium s používá jako zdroj butadienových dianiontů. Rovněž jsou popsány átové komplexy hořčíku, jako je LiMgBu3.

### Organovápník
Dimethylvápník je možné připravit podvojnou záměnou z  bis(trimethylsilyl)amidu vápenatého a methyllithia v diethyletheru:
{\displaystyle \mathrm {Ca[N\{Si(CH_{3})_{3}\}_{2}]_{2}+2\ LiCH_{3}\longrightarrow Ca(CH_{3})_{2}+2\ Li[N\{Si(CH_{3})_{3}\}_{2}]} }
Dalším případem je (Cp)vápník(I).[zdroj?] V roce 2009 byla popsána příprava bis(allyl)vápníku reakcí allyldraslíku s jodidem vápenatým; produkt vytváří stabilní bílý prášek:
{\displaystyle {\ce {{\overset {allylpotassium}{2KC3H5}}+{\overset {calcium\ iodide}{CaI2}}->[{\ce {THF}}][25^{\circ }{\ce {C}}]{(C3H5)2Ca}+2KI}}}
Tato sloučenina obsahuje vazby typu η3 a může tvořit polymer s  hapticitou η1 (CaCH2CHCH2)n.
Ve stejném roce byla oznámena rovněž příprava [(thf)3Ca{μ-C6H3-1,3,5-Ph3}Ca(thf)3], obrácené sendvičové sloučeniny s atomem vápníku na každé straně arenu.
Alkeny navázané na cyklopentadienylové ligandy se mohou spojovat s vápenatými, strontnatými a barnatými ionty:
Organovápenaté sloučeniny byly zkoumány jako možné katalyzátory.

### Organostroncium
Organostrontnaté sloučeniny byly identifikovány jako meziprodukty reakcí Barbierova typu.

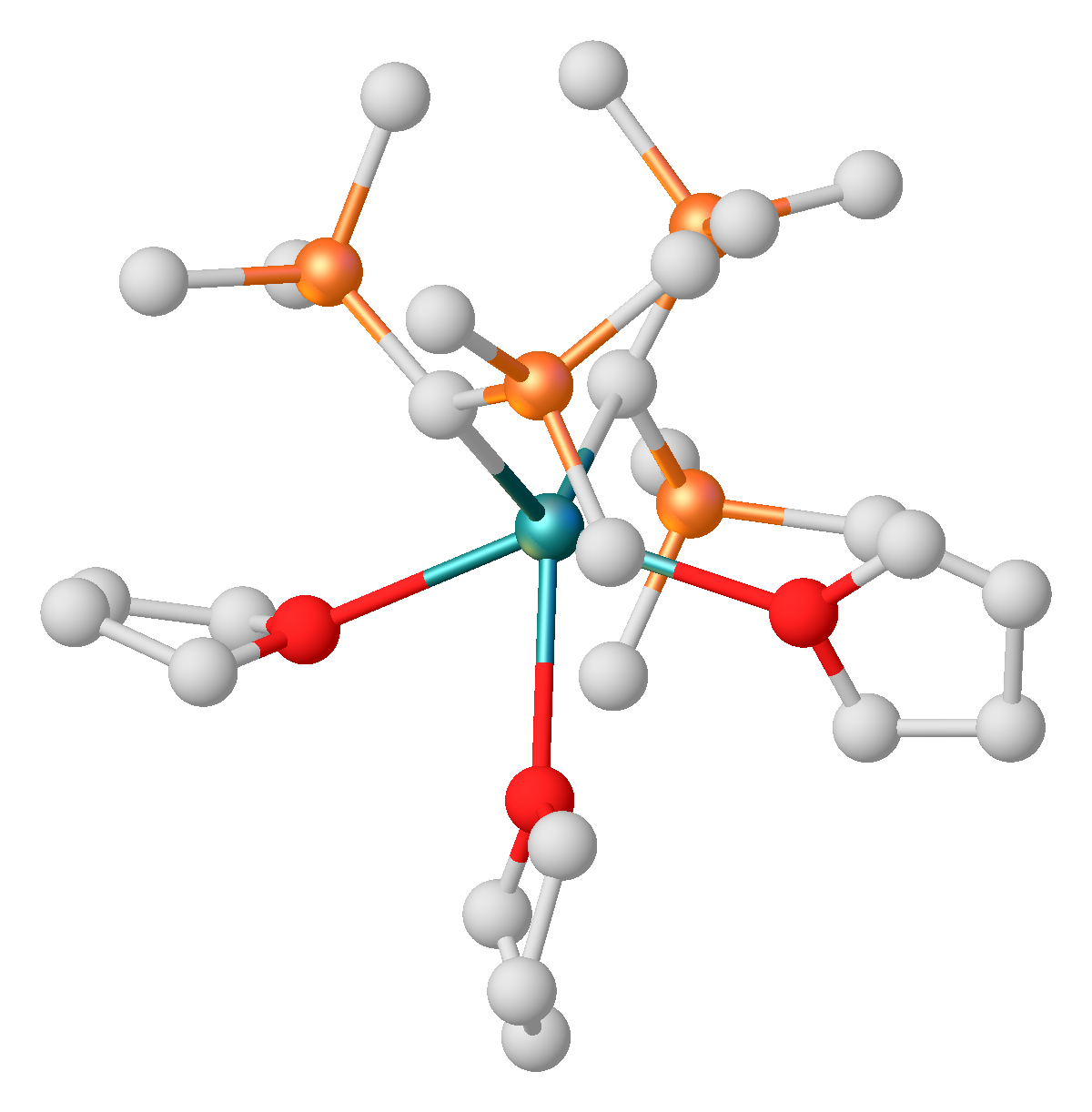
Struktura Ba(CH(tms)_{2})_{2}(thf)_{3} (tms = Si(CH_{3})_{3}), bez zobrazení atomů vodíku. I v případech, kdy jsou na něj navázány objemné alkylové substituenty, se baryum koordinuje se třemi THF ligandy.

### Organobaryum
Organické sloučeniny barya druhu (allyl)BaCl lze připravit reakcemi aktivovaného (pomocí Riekeho metod redukce jodidu barnatého bifenylidem lithným) barya s allylhalogenidy. Allylbarnaté sloučeniny reagují s organokarbonyly. Vykazují vyšší alfa-selektivitu a stereoselektivitu než Grignardova či organovápenatá činidla. Také byl popsán metalocen (Cp*)2Ba.

### Organoradium
Jedinou známou organoradnatou sloučeninou je acetylid, identifikovaný v plynném skupenství.